# Fonsecadalia perfectus
Fonsecadalia perfectus – wymarły gatunek błonkówek z rodziny Pergidae. Jego skamieniałości (szkielet zewnętrzny) odkryto w miejscowości Fonseca w gminie Alvinópolis w Brazylii, w skałach formacji Fonseca datowanych na Priabon (górny Eocen). Znany jedynie z lokalizacji typowej.